# Kim (họ)
Kim là một họ của người châu Á. Họ này có mặt ở Việt Nam, Triều Tiên (Hangul: 김, Romaja quốc ngữ: Kim; Gim) và Trung Quốc (chữ Hán: 金, Bính âm: Jin). Trong danh sách Bách gia tính họ này đứng thứ 29, về mức độ phổ biến họ này xếp thứ 64 ở Trung Quốc theo thống kê năm 2006. Đây là họ phổ biến nhất tại Hàn Quốc, theo số liệu năm 2000 có khoảng 19 triệu người Hàn Quốc mang họ Kim, chiếm khoảng 20% dân số nước này.

## Người Việt Nam họ Kim
- Kim Ngọc, tên thật là Kim Văn Nguộc, bí thư tỉnh ủy Vĩnh Phú
- Kim Lý, tên thật là Kim Aron Lý, nam diễn viên Việt Nam

## Người Trung Quốc họ Kim
- Kim Siêu Quần, diễn viên thủ vai Bao Công được nhiều người Việt hâm mộ
- Kim Toàn, thái thú Vũ Lăng thời Tam Quốc
- Kim Thánh Thán, nhà phê bình văn học cuối đời nhà Minh
- Kim Môn Chiếu, nhà sử học thời nhà Thanh
- Kim Thụ Nhân, Tỉnh trưởng Tân Cương từ 1928 đến 1934 thời Trung Hoa Dân Quốc
- Kim Ba, danh thủ cờ tướng Trung Hoa
- Kim Tử Hàm, nữ ca sĩ, diễn viên Trung Quốc
- Kim Sa, nữ ca sĩ, diễn viên Trung Quốc

## Người Triều Tiên họ Kim
- Một số vua Tân La như Kim Đức Mạn (Kim Deokman), Kim Thắng Mạn (Kim Seungman), Kim Xuân Thu (Kim Chunchu),...
- Kim Dữu Tín (Kim Yushin) (danh tướng của Tân La thời Tam quốc Triều Tiên, xuất thân là người Gaya)
- Thuần Nguyên Vương hậu Kim thị xuất thân từ gia tộc An Đông Kim thị
- Thục Gia Hoàng quý phi Kim Giai thị, một phi tần của vua Càn Long gốc Triều Tiên thuộc Chính Hoàng Kỳ bao y
- Kim Gu (Hán Việt: Kim Cửu), lãnh tụ phong trào độc lập của Triều Tiên
- Kim Il-sung (Hán Việt: Kim Nhật Thành), lãnh tụ tối cao của Cộng hòa Dân chủ Nhân dân Triều Tiên
- Kim Jong-il (Hán Việt: Kim Chính Nhật), lãnh tụ tối cao của Cộng hòa Dân chủ Nhân dân Triều Tiên
- Kim Jong-un (Hán Việt: Kim Chính Ân), Chủ tịch Ủy ban Quốc vụ Cộng hòa Dân chủ Nhân dân Triều Tiên
- Kim Tok Hun (Hán Việt: Kim Đức Huấn), thủ tướng Cộng hòa Dân chủ Nhân dân Triều Tiên
- Kim Young Sam (Hán Việt: Kim Vịnh Tam), tổng thống Hàn Quốc
- Kim Dae Jung (Hán Việt: Kim Đại Trung), tổng thống Hàn Quốc
- Kim Kye Gwan (Hán Việt: Kim Kế Quan), nhà ngoại giao Cộng hòa Dân chủ Nhân dân Triều Tiên
- Kim Woo Choong (Hán Việt: Kim Vũ Trung), người sáng lập và là chủ tịch tập đoàn Daewoo
- Kim Hyun Joong, ca sĩ, diễn viên nổi tiếng người Hàn Quốc. Cựu thành viên nhóm nhạc SS501 và là diễn viên thủ vai Yoon Ji-hoo trong Vườn sao băng.
- André Kim (tên thật Kim Bong Nam, Hán Việt: Kim Phượng Nam), nhà tạo mốt Hàn Quốc
- Kim Ki Duk (Hán Việt: Kim Cơ Đức), đạo diễn Hàn Quốc
- Kim Yu-na (Hán Việt: Kim Nghiên Nhi), vận động viên trượt băng Hàn Quốc
- Kim Yohan (Hán Việt: Kim Diệu Hán), ca sĩ người Hàn Quốc, thành viên nhóm nhạc X1
- Kim Sung-kyu (Hán Việt: Kim Thành Khuê), ca sĩ, MC người Hàn Quốc, thành viên nhóm nhạc Infinite
- Kim Myung-soo (Hán Việt: Kim Minh Thù) nghệ danh là L, ca sĩ, diễn viên, MC người Hàn Quốc, thành viên nhóm nhạc Infinite
- Kim Hee-chul (Hán-Việt: Kim Hi Triệt) ca sĩ, MC người Hàn Quốc, thành viên nhóm nhạc Super Junior
- Kim Tae-yeon (Hán Việt: Kim Thái Nghiên), ca sĩ, thành viên nhóm nhạc Girls' Generation
- Kim Hyo-yeon (Hán Việt: Kim Hiếu Nghiên), ca sĩ, thành viên nhóm nhạc Girls'Generation
- Kim Jong-hyun (Hán Việt: Kim Chung Huyễn), ca sĩ, cựu thành viên nhóm nhạc SHINee
- Key tên thật là Kim Ki-bum (Hán Việt: Kim Cơ Phạm), thành viên nhóm nhạc SHINee
- Kim Hyun A (Hán Việt: Kim Huyền Nhã) ca sĩ, cựu thành viên nhóm nhạc 4minute
- Suho tên thật là Kim Jun-myeon (Hán Việt: Kim Tuấn Miên), thành viên nhóm nhạc EXO
- Xiumin tên thật là Kim Min-seok (Hán Việt: Kim Mân Thạc), thành viên nhóm nhạc EXO
- Chen tên thật là Kim Jong-dae (Hán Việt: Kim Chung Đại), thành viên nhóm nhạc EXO
- Kai tên thật là Kim Jong-in (Hán Việt: Kim Chung Nhân), thành viên nhóm nhạc EXO
- Yeri tên thật là Kim Ye-rim (Hán Việt: Kim Nghệ Lâm), thành viên nhóm nhạc Red Velvet
- Kim Da-hyun (Hán Việt: Kim Đa Hiền) thành viên nhóm nhạc Twice
- Kim So-hyun (Hán Việt: Kim Sở Huyễn), diễn viên Hàn Quốc.
- Kim Yoo-jung (Hán Việt: Kim Du Trinh), diễn viên
- Jisoo tên thật là Kim Ji-soo (Hán Việt: Kim Trí Tú), thành viên nhóm nhạc Blackpink
- Jennie tên thật là Jennie Kim (Hán Việt: Kim Trân Ni) thành viên nhóm nhạc Blackpink
- Mingyu tên thật là Kim Mingyu (Hán Việt: Kim Mẫn Khuê) thành viên nhóm nhạc Seventeen
- Kim Do Yeon (Hán Việt: Kim Độ Diên), thành viên nhóm nhạc WekiMeki, cựu thành viên I.O.I
- Kim Se Jeong (Hán Việt: Kim Thế Chính), thành viên nhóm nhạc Gugudan, cựu thành viên I.O.I
- Kim Chung Ha (Hán Việt: Kim Thỉnh Hạ), nữ ca sĩ người Hàn Quốc, cựu thành viên I.O.I
- Kim So Hye (Hán Việt: Kim Tố Tuệ), nữ diễn viên, ca sĩ, MC người Hàn Quốc cựu thành viên I.O.I
- Kim Seol Hyun (Hán Việt: Kim Tuyết Huyễn), thành viên nhóm nhạc AOA
- Kei (Tên thật: Kim Ji Yeon, Hán Việt: Kim Chí Nghiên), thành viên nhóm nhạc Lovelyz.
- SeolA tên thật là Kim Hyun-Jung (Hán Việt: Kim Hiền Trinh) thành viên nhóm nhạc Cosmic Girls.
- Bona tên thật là Kim Ji-yeon (Hán Việt: Kim Trí Nghiên), diễn viên, thành viên nhóm nhạc Cosmic Girls
- Kim Seung Min (Hán Việt: Kim Thắng Mẫn), thành viên nhóm nhạc Stray Kids
- Jin (Kim Seok-jin) (Hán Việt: Kim Thạc Trấn), ca sĩ, thành viên nhóm nhạc BTS
- RM (Kim Nam-joon) (Hán Việt: Kim Nam Tuấn), rapper, thành viên nhóm nhạc BTS
- V (Kim Tae-hyung) (Hán Việt: Kim Thái Hanh), diễn viên, ca sĩ, thành viên nhóm nhạc BTS
- Kim Yu-gyeom (Hán Việt: Kim Hữu Khiêm), rapper, ca sĩ, thành viên nhóm nhạc GOT7
- Doyoung (Kim Dong-young) (Hán Việt: Kim Đông Doanh), ca sĩ, thành viên nhóm nhạc NCT
- Jungwoo (Kim Jung-woo) (Hán Việt: Kim Đình Hựu), ca sĩ, thành viên nhóm nhạc NCT
- Kim Wonpil (Hán Việt: Kim Nguyên Bật), ca sĩ, thành viên ban nhạc Day6
- Kim Min-ju (Hán Việt: Kim Mân Châu), cựu thành viên nhóm nhạc IZ*ONE
- Kim Chae-won (Hán Việt: Kim Thái Nguyên), cựu thành viên nhóm nhạc IZ*ONE
- Solar tên thật là Kim Yongsun (Hán Việt: Kim Dung Tiên), thành viên nhóm nhạc MAMAMOO
- JINU tên thật là Kim Jin-woo (Hán Việt: Kim Tần Vũ), thành viên của nhóm nhạc Winner
- Kim Soo Hyun (Hán-Việt: Kim Tú Hiền), nam diễn viên Hàn Quốc
- Kim Sun Woo (Hán-Việt: Kim Thiện Vũ), thành viên nhóm nhạc ENHYPEN
- Kim Junkyu (Hán-Việt: Kim Tuấn Khuê), thành viên nhóm nhạc Treasure
- Kim Doyoung (Hán - Việt: Kim Đạo Vinh), thành viên nhóm nhạc Treasure,
- Sowon tên thật là Kim So-jung (Hán-Việt: Kim Thiều Tình) diễn viên Hàn Quốc, cựu thành viên nhóm GFriend.
- Kim So-yeong (sinh năm 1992): vận động viên cầu lông Hàn Quốc. Cô dành được huy chương đồng nội dung Đôi nữ tại Olympic Tokyo 2020 cùng với Kong Hee-yong.
- Ravi tên thật là Kim Won-sik (Hán Việt: Kim Nguyên Thực), ca sĩ, rapper, thành viên nhóm nhạc nam VIXX.
- Kim In-seong (Hán Việt: Kim Nhân Thành), nam ca sĩ, diễn viên, thành viên nhóm nhạc SF9.
- Zick Jasper (nghệ danh trước đây là 5Zic) tên thật là Kim Han-gil (Hán Việt: Kim Hàn Giật) cựu thành viên M.I.B. Hiện tại anh đang là rapper và là ca sĩ solo Hàn Quốc.
- Jiwoo tên thật là Kim Jiwoo thành viên nhóm nhạc NMIXX
- Dayeon tên thật là Kim Dayeon thành viên nhóm nhạc Kep1er
- Seonyou tên thật là Kim Seonyou thành viên nhóm nhạc CLASS:y
- Riwon tên thật là Kim Riwon thành viên nhóm nhạc CLASS:y
- Gaeul tên thật là Kim Gaeul thành viên nhóm nhạc IVE
- Liz tên thật là Kim Jiwon thành viên nhóm nhạc IVE
- Winter tên thật là Kim Minjeong thành viên nhóm nhạc aespa
- Garam tên thật là Kim Garam, cựu thành viên nhóm nhạc LE SSERAFIM
- Monday tên thật là Kim Jimin thành viên nhóm nhạc WEEEKLY
- KIM JIAN tên thật là Kim Jian thành viên nhóm nhạc WEEEKLY
- kim Nayoung tên thật là Kim Nayoung thành viên nhóm nhạc LIGHTSUM
- Minji (Tên thật: Kim Min-ji; Hán-Việt: Kim Mẫn Trí), thành viên nhóm nhạc NewJeans
- Suhyeon tên thật là Kim Suhyeon thành viên nhóm nhạc Billlie
- Haram tên thật là Kim Haram thành viên nhóm nhạc Billlie
- Sheon tên thật là Kim Suyeon thành viên nhóm nhạc Billlie
- Taerae tên thật là Kim Taerae thành viên nhóm nhạc TEMPEST
- Denise tên thật là Kim Jinsil cựu thành viên nhóm nhạc Secret Number
- Kim Han-bin(Hán Việt: Kim Hàn Bân) cựu trưởng nhóm iKON
- Kim Ji-won(Hán Việt: Kim Trí Nguyên) nghệ danh là BOBBY của nhóm iKON
- Kim Sang-sik (Hán Việt: Kim Tương Thực) huấn luyện viên và cựu cầu thủ bóng đá người Hàn Quốc, hiện là huấn luyện viên trưởng của đội tuyển bóng đá quốc gia Việt Nam